# Vlaamsch Handelsverbond
Het Vlaamsch Handelsverbond was een Belgische werkgeversorganisatie en lobbygroep die actief was in Vlaanderen.

## Historiek
De organisatie werd opgericht op 28 juni 1908 op initiatief van Leo Meert. Hij was hierin geïnspireerd door de beschouwingen van Lodewijk de Raet over de Vlaamsche Volkskracht. De organisatie stelde de vernederlandsing van de handel in Vlaanderen tot doel. Hiervoor werd nauw samengewerkt met het Algemeen-Nederlands Verbond (ANV).
Na de Eerste Wereldoorlog kwam de organisatie tot verval nadat Leo Meert, die betrokken was in het activisme, uitgeweken was naar Duitsland. In 1926 werd op de restanten van de organisatie het Vlaams Economisch Verbond (VEV) opgericht.

## Structuur
Voorzitter van de organisatie was Lieven Gevaert en algemeen secretaris Leo Meert. De hoofdzetel van de organisatie bevond zich tot 1919 in de Lange Nieuwstraat 42 te Antwerpen. Vanaf ca. 1908 werd het tijdschrift Handel en Nijverheid uitgegeven.